# Hava, Maryam, Ayesha
Hava, Maryam, Ayesha és una pel·lícula dramàtica afganesa del 2019 dirigida per Sahraa Karimi. Va ser seleccionada com a candidata afganesa a la millor pel·lícula internacional a la 92a edició dels Premis Oscar. No obstant això, no va formar part de la llista final de pel·lícules de l'Acadèmia perquè es van plantejar preguntes sobre la legitimitat del comitè afganès que va presentar la pel·lícula. S'ha doblat al català.

## Sinopsi
Tres dones de Kabul s'enfronten a moments difícils de la seva vida durant l'embaràs.

## Repartiment
- Arezoo Ariapoor com a Hava
- Fereshta Afshar com a Maryam
- Hasiba Ebrahimi com a Ayesha